# Щукина, Мария Николаевна
Мария Николаевна Щукина (1902 — 1973) — советский учёный-химик-органик, доктор химических наук (1947), профессор (1949). Заслуженный деятель науки РСФСР (1964).

## Биография
Родилась в 1902 году в Москве.
В 1924 году после окончания Химического факультета Московского университета училась в аспирантуре после окончания которой в 1929 году и защитив кандидатскую диссертацию работала  преподавателем в МГТУ. С 1937 по 1940 годы — старший научный сотрудник Института органической химии АН СССР. 
С 1940 по 1972 год работала во Всесоюзном научно-исследовательском химико-фармацевтическом институте старшим сотрудником лаборатории синтеза противотуберкулезных соединений, с 1949 года — руководила этой лабораторией. В 1947 году защитила докторскую диссертацию, в 1949 году получила звание — профессора.  М. Н. Щукиной был выделен новый класс органических соединений — производных 3,4-диазафеноксазина, к которому относится антидепрессант азафен, внедренный в производство и медицинскую практику.
Исследования М. Н. Щукиной посвящены созданию и промышленному производству новых лекарственных средств, разработке новых методов синтеза, изучению зависимости биологической активности веществ от их строения. При ее непосредственном участии было разработано и освоено промышленное производство многих эффективных препаратов, в том числе противотуберкулезных — фтивазида и солютизона, психотропных — аминазина, пролазииа и имизина, гипотензивных — аирессина и пентамина, антимикробных — сульфапиридазина и амиказола, диуретиков — диакарба и циклометиазида, комплексообразующих соединений  — пентацина и тетацинкальция. Известны её работы по получению инсектицида ДДТ, синтезу лекарственных препаратов, меченных радиоактивными изотопами серы и углерода. 
Умерла в 1973 году в Москве.

## Награды
- Орден Ленина
- Орден Знак Почёта

### Звания
- Заслуженный деятель науки РСФСР (1964)

## Семья
- Муж — профессор Н. А. Преображенский